# Ігнашово (Бєжаницький район)
Ігнашово (рос. Игнашово) — присілок в Бєжаницькому районі Псковської області Російської Федерації.
Населення становить 4 особи. Входить до складу муніципального утворення Лющикська волость.

## Історія
Від 2005 року входить до складу муніципального утворення Лющикська волость.

## Населення
| 2001 | 2002 | 2010 |
| ---- | ---- | ---- |
| 11   | ↗16  | ↘4   |